# Big Show 2009
《Big Show 2009》是韓國男子音樂組合BIGBANG演唱會Big Show系列的第一場演出，原定於首爾奧林匹克體操競技場舉辦兩天共3場的演唱會，包括1月31日及2月1號的演出，但因部分歌迷要求加場，所屬經紀公司YG娛樂經過商量後決定再加開1場1月30號的公演。

## 演唱歌單
1. 一天一天（管弦樂版）
2. 天國（管弦樂版）
3. Strong Baby（勝利獨唱）
4. Number 1
5. Stylish
6. 只看著我（Remix版；太陽獨唱）
7. 裝作若無其事（Remix版；T.O.P獨唱）
8. Lady
9. Wonderful
10. A Good Man
11. Make Love
12. Oh. Ah. Oh.
13. 最後的問候（英语：Last Farewell (Big Bang song)）（Remix版）
14. 紅霞
15. Oh My Friend
16. 謊言（英语：Lies (Big Bang song)）（Remix版）

## 巡演時間表
| 日期                 | 城市 | 國家/地區 | 演出場地               | 上座數 |
| -------------------- | ---- | --------- | ---------------------- | ------ |
| 2009年1月30日        | 首爾 |           | 首尔奥林匹克体操竞技场 | 56,000 |
| 2009年1月31日        | 首爾 |           | 首尔奥林匹克体操竞技场 | 56,000 |
| 2009年2月1日（兩場） | 首爾 |           | 首尔奥林匹克体操竞技场 | 56,000 |

## 相關專輯
- 2009 Big Show (現場專輯)

## 外部連結
- 韓國官方網站 
- 日本官方網站 （日語）